# Дощ над нашим коханням
«Дощ над нашим коханням» — кінофільм режисера Інгмара Бергмана, що вийшов на екрани в 1946 році.

## Сюжет
Маггі та Давид випадково зустрічаються на вокзалі: молоді люди запізнилися на потяг і їм ніде заночувати. На останні п'ять крон Давида вони винаймають на ніч номер в готелі армії спасіння. Після ночі кохання новостворена пара вирішує почати нове спільне життя. Трапляється так, що Маггі вночі підвертає ногу і Давиду довдодиться вламуватися до чужого літнього будиночка. Але невдовзі з'являється власник помешкання — пан Гоканссон. Спочатку він викликає поліцію, але потім вирішує залишити молодят (котрим якраз потрібне житло) у себе. До того ж він підказує Давиду, де той може знайти роботу.
Потроху пара повертається до нормального життя: Давид працює у пана Андерссона, а Маггі облаштовує літній будиночок, що вони за солідну суму зголосилися винаймати у Гоканссона. Давид навіть хоче назавжди викупити у нього помешкання за тисячу крон. Проте Маггі повідомляє несподівану новину: у неї буде дитина. Батько — випадковий чоловік, котрого вона зустріла ще до Давида. Після вагань Давид все ж вирішує одружитися зі своєю супутницею, проте місцевий пастор відмовляється реєструвати їх шлюб через те, що у молодят немає пристойного житла та заробітку. Маггі відправляють до спеціального притулку для вагітних, але дитина народжується мертвою.
Згодом подружжя все ж повертається до спокійного життя. Але з'являються нові невтішні обставини: приходить клерк і повідомляє, що муніципалитет вирішив знести літні помешкання для побудови теплиць і пару виселяють. Через грубощі Давид починає бійку з незваним гостем і таким чином потрапляє до суду. Прокурор переповідає все життя молодої пари, повне неприємних і «недостойних» моментів. Проте якомусь невідомому пану з парасолькою вдається виправдати молодят і їх відпускають. Зрештою вони покидають погрузле в черствості та егоїзмі містечко і вирушають в дорогу.

## Історія створення
Після провалу «Кризи» студія Svensk Filmindustri більше не виходила на зв'язок з Інгмаром Бергманом, і молодому режисеру довелося повернутися до роботи в театрі Гельсингборг. Проте невдовзі він все ж отримав нове, досить несподіване, запрошення до кіноіндустрії. Ще під час роботи над «Цькуванням» Бергман зустрічав у товаристві Альфа Шеберґа продюсера Лоренса Мармстедта, і вже тоді він кликав Бергмана до себе на студію
За кілька днів після прем'єри «Кризи» Мармстедт зателефонував режисеру-дебютанту зі словами: «Дорогий Інгмаре. Яка жахлива стрічка! Маєш тепер, мабуть, купу запрошень?» Виявилося, що Мармстедт, вільний продюсер і власник невеликої, але надзвичайно поважної студії «Террафільм», отримав від «Народних кінотеатрів Швеції» замовлення на виробництво двох нових кінофільмів. Одним з них він і запропонував зайнятися Бергману.
В основі сюжету лежала п'єса норвежця Оскара Брата «Гарні люди». Першу версію сценарію написав Герберт Ґревеніус — театральний критик, добрий друг Бергмана, котрий фактично відкрив йому дорогу до театру. Однак Мармстедт і Бергман погодились на тому, що сценарій виглядає досить нудно, і за вихідні Інгмар Бергман підготував власну версію. За його ж словами, сценарій «може й не став кращим, але позбавився сірої, буденної тональності».
За три тижні після схвалення сценарію розпочався знімальний процес. Усе виробництво оплачували «Народні кінотеатри Швеції». Акторів запросив сам Мармстедт. Бергман мав чотири тижні аби закінчити зйомки.
Мармстедт щодня продивлявся готовий матеріал і нещадно критикував молодого режисера. За час зйомок він жодного разу не похвалив Бергмана. Якось він сказав йому: «Я розмовляв з Гассе Екманом, котрий бачив матеріал, розмовляв і з Чильбумом. Я маю себе убезпечити. Не виключено навіть, що тобі не дадуть довести фільм до кінця. Ти повинен розуміти, що Біргер Мальмстен не Жан Габен, а найголовніше, що ти не Марсель Карне». На протести та виправдання Бергмана він холодно відповідав: «Не розумію цього твого самовдоволення».
Як і поради досвідчених кінематографістів під час роботи над «Кризою», настанова отримана від Мармстедта вплинула на все подальше професійне життя Бергмана: «Продивляючись відзнятий за день матеріал, ви з друзями знаходитесь у стані емоційного хаосу. Вам неодмінно хочеться, щоб усе було добре. Через це в вас сидить природна потреба заплющити очі на невдачі і понад міру оцінювати те, що ви бачите. Ви підтримуєте одне одного. Це зрозуміло, але небезпечно. Спробуй використати психологічний трюк. Стримай запал. Але і не будь критичним. Приведи себе до нейтрального стану. Не залучай почуття до того, що бачиш. Тоді ти побачиш усе».
Стрічка вийшла на екрани у листопаді того ж 1946 року та отримала помірно-позитивні відгуки.

## Ролі
| Актор               | Роль              |
| ------------------- | ----------------- |
| Барбро Коллберґ     | Меґґі             |
| Біргер Мальмстен    | Давид             |
| Йоста Седерлунд     | пан з парасолькою |
| Лудда Ґенцель       | Гоканссон         |
| Дуглас Гоґе         | Андерссон         |
| Бенкт-Оке Бенктссон | прокурор          |